# Dennstein & Schwarz
Dennstein & Schwarz ist eine österreichische Fernsehfilmreihe, die seit 2018 von Film27 in Zusammenarbeit mit dem ORF und der ARD produziert wird. Die Dreharbeiten finden vorwiegend in der Steiermark statt. Die Hauptrollen spielen Martina Ebm und Maria Happel.

## Handlung
Nach dem Tod von Graf Florentin Dennstein kommt es bei der Testamentseröffnung zu einer Überraschung, Mitbegünstigter ist ein unehelicher Sohn des Verstorbenen. Während die Schwiegertochter des Verstorbenen, die Juristin Dr. Paula Dennstein, die Familie Dennstein anwaltlich vertritt, übernimmt Dr. Therese Schwarz von der Kanzlei Biron & Schwarz die Vertretung der Gegenseite.
Während Gräfin Alexandra Dennstein im Hintergrund mit Dr. Xaver Biron, dem zweiten Partner der Kanzlei Biron & Schwarz, ihre Intrigen spinnt, nähern sich Therese Schwarz und Paula Dennstein immer mehr an und eröffnen nach Abschluss der Erbschaftsangelegenheit eine gemeinsame Rechtsanwaltskanzlei Dennstein & Schwarz.
Privat kämpft Paula mit Eheproblemen, ihr Mann Felix, mit dem sie den gemeinsamen Sohn Ferdinand hat, hat eine Affäre mit der Ärztin Susanne Reiter. Familienoberhaupt Alexandra Dennstein möchte ihre ungeliebte Schwiegertochter endgültig loswerden und dabei über den Tisch ziehen. Paula wird in der Folge von Therese im Scheidungsfall vertreten.

## Folgen
| Folge | Titel (ORF)          | Titel (ARD)         | Erstausstrahlung ORF | Einschaltquote ORF                                 | Erstausstrahlung ARD | Einschaltquote ARD         |
| ----- | -------------------- | ------------------- | -------------------- | -------------------------------------------------- | -------------------- | -------------------------- |
| 1     | Sterben macht Erben  | Sterben macht Erben | 16. März 2018        |                                                    | 25. Mai 2018         | 3,37 Millionen (13,5 % MA) |
| 2     | Pro bono, was sonst! | Schuldenfalle       | 29. Dez. 2019        | 740.000 (Maximum) 694.000 (Durchschnitt) (21 % MA) | 26. Juni 2020        | 3,02 Millionen (12,3 % MA) |
| 3     | Rufmord              | Rufmord             | 1. Mai 2020          | 856.000 (Maximum) 762.000 (Durchschnitt) (23 % MA) | 3. Juli 2020         | 3,39 Millionen (12,9 % MA) |

## Rezeption
Jan Freitag meinte auf Tagesspiegel.de, dass die Fälle eher Liebling Kreuzberg als Boston Legal wären, und das sei nicht ganz unproblematisch. Anders als in Liebling Kreuzberg neige die Figurenzeichnung dramaturgisch zur Übertreibung.
Notorische Kameraflüge über die Alpen sind der Authentizität dabei ebenso hinderlich wie das Gitarrenklimpern darunter. Klischees würden mit Recherchemängeln um Deutungshoheit ringen. Dass Dennstein & Schwarz dennoch sehenswert sei, läge also nicht am mäßigen Drehbuch; es habe mit dem Personal vor der Kamera zu tun.